# Estrategia andaluza de sostenibilidad urbana
La estrategia andaluza de sostenibilidad urbana es una política desarrollada por la Junta de Andalucía con el objetivo de establecer actuaciones encaminadas a la consecución del desarrollo sostenible en Andalucía.
El medio ambiente urbano se reafirma como una de las prioridades de la Consejería de Agricultura, Pesca y Medio Ambiente. Desde el convencimiento de que el futuro del desarrollo sostenible del planeta se decidirá en las ciudades, y que para conseguir el mismo ha de promoverse un desarrollo social y económico compatible con la utilización racional de los recursos naturales, continúa con el esfuerzo compartido con otras administraciones y agentes institucionales, en la búsqueda de llevar a la práctica políticas de gestión específicas inmersas en una cultura de la sostenibilidad.
De esta forma la Consejería de Medio Ambiente emprendió un proyecto pionero en España que se denomina Programa de Sostenibilidad Ambiental Ciudad 21. Para impulsar el desarrollo del programa, la Consejería de Medio Ambiente contó con la colaboración de la Federación Andaluza de Municipios y Provincias (FAMP). Bajo el lema: “hacia una red de ciudades sostenibles de Andalucía”. Se centra en el fomento del trabajo en red sobre áreas y materias que conforman el medio ambiente urbano regional para establecer un espacio común de encuentro que fomente la coordinación, el intercambio de experiencias, y la racionalización y eficacia de esfuerzos.
Ciudad 21 sirve como referencia para la Estrategia Andaluza de Sostenibilidad Urbana, la cual nace con vocación de convertirse en documento directriz para la coordinación de las actuaciones relacionadas con la sostenibilidad urbana. No sustituye a otros documentos de planificación como la Estrategia Andaluza de Desarrollo Sostenible o la Estrategia Andaluza de Lucha ante el Cambio Climático, sino que los complementa y desarrolla.

## Introducción
Ciudad 21 ha sido un referente como modelo de sostenibilidad urbana para estas entidades, así como para otras Comunidades Autónomas gracias a la incorporación del Programa a la Red de Redes de Sostenibilidad Urbana encargada de desarrollar una estrategia nacional de medio ambiente urbano.
En este momento, todos los municipios pertenecientes al Programa Ciudad 21, que se adhirieron en el año 2002, tienen un diagnóstico de la situación ambiental de su municipio, sirviendo este de documento base para la planificación de sus Planes de Acción. Con el fin de establecer criterios técnicos homogéneos, Ciudad 21 adecuó los contenidos mínimos de los Diagnósticos Ambientales, contando para ello con los datos y estructura de los documentos de aquellos municipios que, con carácter previo, lo habían desarrollado.

## Objetivos
La Estrategia Andaluza de Sostenibilidad Urbana de la Junta de Andalucía tiene como objetivo principal la incorporación de criterios y medidas de sostenibilidad, en las políticas con mayor implicación en los procesos de desarrollo urbano, así como establecer actuaciones encaminadas a la consecución del desarrollo sostenible en Andalucía.
En el marco de esta estrategia, la Consejería de Medio Ambiente de la Junta de Andalucía impulsa el Programa de Sostenibilidad Ambiental Urbana Ciudad 21 con la colaboración de la Federación Andaluza de Municipios y Provincias, dirigida a formar una Red de Ciudades y Pueblos Sostenibles de Andalucía, trabajando sobre la base de 9 indicadores de Sostenibilidad Ambiental Urbana que suponen el eje básico de Ciudad 21.
- La Gestión Sostenible de los Residuos Urbanos
- El Ciclo Urbano del Agua
- El Uso Racional y Eficiente de la Energía
- La Mejora del Paisaje y Zonas Verdes
- La Protección de la Flora y Fauna Urbana
- La Calidad del Aire
- La Protección contra la Contaminación Acústica
- La Movilidad Urbana Sostenible
- La Educación Ambiental y Participación Ciudadana

## Municipios adheridos: Mairena del Alcor
En el año 2002 comenzó su andadura la primera fase del programa Ciudad 21, tras la adhesión voluntaria de 111 municipios.
Desde sus inicios, muchos ayuntamientos manifiestan el interés por participar en este marco particular de actuaciones. Para hacerlo posible, la Consejería de Medio Ambiente publica en noviembre de 2007, en el Boletín Oficial del Estado (BOE), una Orden dirigida a regular la adhesión al programa Ciudad 21. En la segunda fase se brinda la oportunidad a los municipios con población igual o superior a 5.000 habitantes.
Con la incorporación de 120 municipios, el programa cuenta con 231 municipios a comienzos de 2008. La totalidad de las grandes ciudades de Andalucía están integradas en el programa, así como las ciudades de tamaño mediano-grandes, de más de 50.000 habitantes. De esta manera el programa Ciudad 21 beneficia a casi el 85% de la población de Andalucía.
- Localidad: Mairena del Alcor
- Provincia: Sevilla
- Fecha de adhesión al programa: 11 de marzo 2008
- Población: 18.710 habitantes
- Extensión: 70 km²

Mairena del Alcor es uno de los 231 municipios andaluces que ha conseguido integrarse en el Programa de Sostenibilidad Ambiental Ciudad 21. Se intenta concienciar a los habitantes de los municipios integrados de la mejora del medio ambiente urbano y del desarrollo sostenible de nuestros pueblos y ciudades, ya que la mayoría de la población andaluza (70%) reside en el medio urbano, lo que hace que sea de gran interés social y público. Recibe gran relevancia social al concentrar gran parte de los esfuerzos de municipios y de la Junta de Andalucía en hacer más habitables y sostenibles los espacios urbanos. Se pretende contribuir al bienestar de los ciudadanos en espacios urbanos más eficientes enérgicamente, menos generadores de residuos o ruidos, que integren la naturaleza en la ciudad e inciten a una participación informada y activa.

## Financiación
La Consejería de Medio Ambiente ha invertido 17.920.786 € en la realización de los análisis de cada pueblo y ciudad y en la mejora del medio ambiente urbano, financiando actuaciones puntuales. En 2008, a través de la Orden de 24 de octubre de 2007, se regula la adhesión de 120 municipios mayores de 5.000 habitantes, ampliando así el Programa hacia una Red de Ciudades Sostenibles de Andalucía. La incorporación de estos ayuntamientos se produce el 31 de octubre de 2008.
En una fase más avanzada del Programa, los municipios elaboran sus respectivos planes de acción, con el apoyo de la Consejería de Medio Ambiente que publica en el Boletín Oficial de la Junta de Andalucía (BOJA) una orden específica de subvenciones Ciudad 21 de carácter anual para financiar aquellas actuaciones ambientales que los ayuntamientos estiman oportuno desarrollar para la mejora de su medio ambiente urbano.
Desde 2004 hasta la actualidad, se han cofinanciado alrededor de 300 actuaciones puntuales pertenecientes a casi todos los indicadores del Programa, con inversiones de la Consejería de Medio Ambiente para la mejora de la Gestión de los Residuos Urbanos, la Eficiencia Energética, la Gestión del Agua, las Zonas Verdes, la Contaminación acústica, la Participación ciudadana y la Movilidad sostenible.

## Metodología, diseño y ejecución
La Consejería de Medio Ambiente, en su afán por conseguir un Medio Ambiente Urbano Sostenible en los municipios adheridos a Ciudad 21, trabaja en varias líneas de actuación y colaboración con los Ayuntamientos, desarrollando, entre otras, las Agendas 21 Locales de los municipios andaluces.
Con la elaboración de los diagnósticos ambientales municipales se inicia el trabajo de los ayuntamientos. Este análisis da a conocer la situación ambiental de cada uno de los municipios y hace posible que pueda planificarse en el espacio y en el tiempo las actuaciones necesarias para la mejora y corrección de aquellas deficiencias ambientales detectadas en el diagnóstico.
Con esta información previa, se elaboran los planes de acción local, dando a conocer aquellas actuaciones ambientales que los ayuntamientos estiman ejecutar y que se establecen con la colaboración ciudadana a través de sus fotos de participación.
Por tanto las Agendas 21 Locales constituyen una herramienta base para llevar a cabo los trabajos de mejora hacia la sostenibilidad ambiental.

## Formación ambiental municipal
Con el fin de incidir en los aspectos ambientales más relevantes en la gestión municipal, a través del programa Ciudad 21, se desarrollan reuniones técnicas en materia en medio ambiental urbano destinadas a los técnicos y responsables municipales que informa de los últimos avances técnicos y metodológicos, de la amplia problemática que los generan, así como de, en la medida de lo posible, plantear soluciones comunes a dichos problemas.
Hasta la actualidad se han desarrollados un total de 14 reuniones técnicas sobre las distintas áreas de sostenibilidad urbana, al objeto de formar y activar a los responsables municipales, así como ofrecerles la posibilidad de intercambiar experiencias similares con el resto de municipios asistentes.
Por otro lado, los municipios disponen de una formación en línea a través de la plataforma de teleformación del programa Ciudad 21 utilizando las nuevas tecnologías y facilitando la profesionalización de los responsables municipales, consiguiendo mayores cuotas de implicación.
Además favorecen la difusión de actividades, seminarios, jornadas y otras actividades formativas.

## Reconocimientos del programa
La Consejería de Medio Ambiente ha sido galardonada en dos ocasiones por su implicación con el medio ambiente urbano de Andalucía realizado a través del programa Ciudad 21:
- “Mención de honor al premio de la Excelencia Energética” en el II Premio de la Energía Ciudad de Sevilla. (2003)
- “Galardón a la más brillante iniciativa ambiental”, en el VII Premios de Medio Ambiente, diario Expansión y Garrigues. (2004)

## Ciudad 21 en cifras
- Municipios adheridos: 231
- 1ª Fase (2002): 111
- 2ª Fase (2008): 120
- Población beneficiada: 6.759.011 andaluces (85% de la población total andaluza)
- Diagnósticos y actuaciones subvencionadas 1ª Fase: 442
- Inversión en la 1ª Fase: 17.920.786 €
- Reuniones técnicas: 14

## Conclusiones
Está claro que los problemas medioambientales son uno de los principales inconvenientes con los que nos encontramos hoy en día la población mundial. Todos estamos concienciados en que hay que hacer algo y pronto para salvar unos augurios que no pintan nada bueno, pero no se hace todo lo posible. Las Juntas de Gobiernos en los países desarrollados y grandes potencias tratan de combatir el deterioro de la naturaleza y proyectan programas ambientales como Ciudad 21, pero no es más que una tapadera para salvar los graves destrozos ambientales que producen sus empresas y poblaciones. Una cortina de humo que sin duda puede beneficiar al medio ambiente con estos proyectos pero que deberían de llegar unas medidas comprometidas absolutamente con la naturaleza y el espacio urbano. Los planes sostenibles luchan por preservar los recursos naturales en el medio urbano, una medida que debería concienciarnos a todos a cuidar el espacio natural en el que todos vivimos.
Habría que estudiar más a fondo si desde los Ayuntamientos adheridos a este plan, están cumpliendo las medidas y proyectos presentados en Ciudad 21. Además de investigar si los fondos subvencionados están siendo destinados a los programas medioambientales y no a la propia financiación y beneficios de los Ayuntamientos.